# Hermann Hartmann (Mediziner)

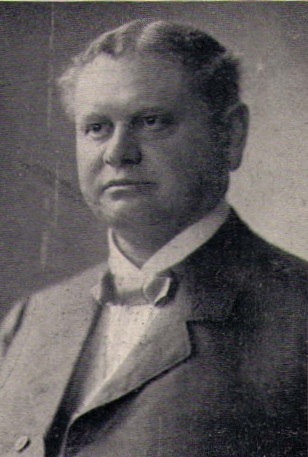
Hermann Hartmann (um 1913)

Carl Eduard Hermann Hartmann (* 17. April 1863 in Eilenburg; † 23. Januar 1923 in Leipzig) war ein deutscher Arzt. Er war im Jahr 1900 Initiator und Mitbegründer, danach langjähriger Leiter des als „Leipziger Verband“ bekannt gewordenen deutschen Ärzteverbands, der sich ihm zu Ehren nach seinem Tod in „Hartmannbund“ umbenannte.

## Leben
Nach dem Besuch der Bürgerschule und des Progymnasiums in Eilenburg legte Hermann Hartmann 1882 das Abitur an den Franckeschen Stiftungen in Halle an der Saale ab. Von 1882 bis 1885 studierte er in Halle, Berlin und Würzburg Medizin. Nach dem Studium leistete er seinen Militärdienst als Einjährig-Freiwilliger ab. Anschließend war Hartmann als Assistenzarzt bei mehreren praktischen Ärzten tätig, bis er sich im Jahr 1890 als Praktischer Arzt und Geburtshelfer in Connewitz bei Leipzig niederließ. Unzufrieden mit der Entlohnung der Ärzte, veröffentlichte Hartmann am 25. Juli 1900 einen Offenen Brief an die Ärzteschaft, in dem er zur Wahrung der Standesinteressen die Bildung eines Ärztebundes anregte.

„Sehr geehrte Collegen! Lasst uns eine feste, zielbewusste Organisation schaffen zum Zwecke einer energischen Vertretung unserer auf's aeusserste gefährdeten Interessen! Schliessen wir uns fest zusammen, der Einzelne ist Nichts, alle zusammen sind wir eine Macht. Dann soll man nicht mehr mit dem einzelnen Arzt, sondern mit der Gesammtheit rechnen. Ueberall sehen wir die Angehörigen der einzelnen Berufsstände sich zusammenschliessen, um ihre Ziele durch die Wucht gemeinsamen Vorgehens zu erreichen: handeln wir ebenso, der Erfolg kann nicht ausbleiben! Einer für Alle, Alle für Einen! Aerzte aller Deutschen Staaten, organisiert Euch!“

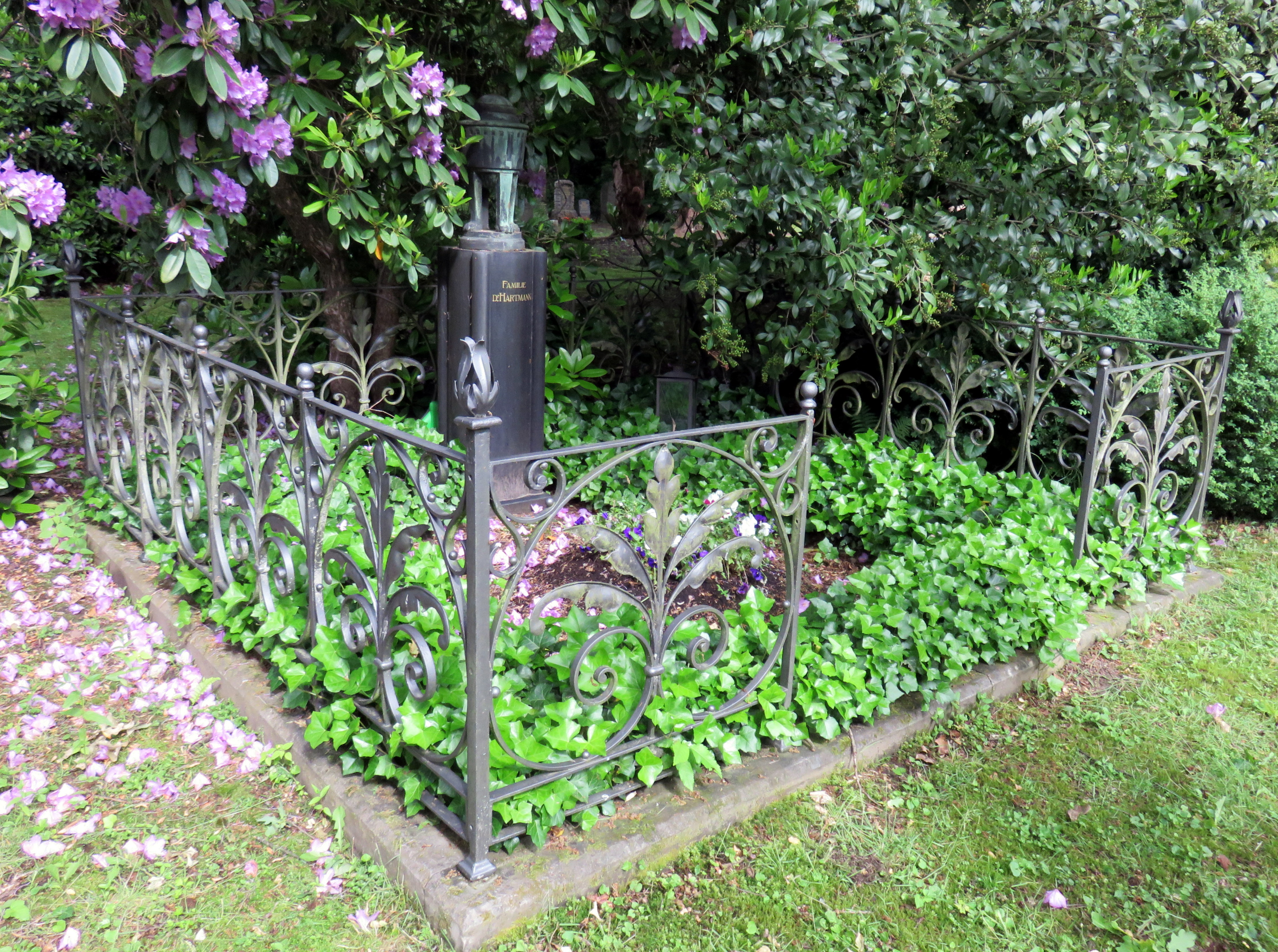
Grabstätte Familie Dr. Hartmann auf dem Friedhof Ohlsdorf

Knapp zwei Monate nach diesem Aufruf schloss sich Hartmann mit zwanzig Kollegen zusammen und gründete am 13. September 1900 den „Schutzverband der Ärzte Deutschlands zur Wahrung ihrer Standesinteressen“, der ob seines Gründungsortes auch kurz als „Leipziger Verband“ bezeichnet wurde. Dessen Vorsitzender blieb Hartmann über 20 Jahre. Er schuf für die Ärzte eine Witwen- und Waisenkasse, eine Darlehens- und Sterbekasse sowie eine Wartegeldkasse. 1912 wurde unter Hartmanns Leitung eine ärztliche Berufsgenossenschaft gegründet. Der Dauerstreit des Ärzteverbands mit den Krankenkassen um Honorarsätze und die freie Arztwahl spitzte sich 1913/14 zu einem deutschlandweiten Arbeitskampf zu. 1916 erwarb Hartmann ein Grundstück in Bad Berka, auf dem später das erste deutsche Erholungsheim für Ärzte entstand.
1917 wurde ihm für seine Dienste beim Deutschen Roten Kreuz während Krieges der Titel Sanitätsrat verliehen. 1920 übernahm er die Schriftleitung der 1904 vom Verband gegründeten Ärztlichen Mitteilungen.
Hermann Hartmann verstarb am 23. Januar 1923 infolge mehrerer Schlaganfälle. Er wurde auf dem Friedhof Ohlsdorf im Planquadrat AF 31 nördlich der Kapelle 6 in Hamburg beigesetzt.
Hartmanns Engagement bei der Schaffung eines Berufsverbandes der Ärzte würdigend, gab sich der von ihm gegründete Verband 1924 den Namen „Verband der Ärzte Deutschlands e. V. Hartmannbund“. In seiner Geburtsstadt Eilenburg ist eine Straße nach Hartmann benannt.